# روب دو بوا
روب دو بوا (بالهولندية: Rob du Bois)‏ هو عازف بيانو ومحامي وملحن هولندي، ولد في 28 مايو 1934، وتوفي في 28 أغسطس 2013.

## وصلات خارجية
- روب دو بوا على موقع ميوزك برينز (الإنجليزية)
- روب دو بوا على موقع ديسكوغز (الإنجليزية)